# Chris Neild
Chris Neild (Cliffside Park, 1º dicembre 1987) è un giocatore di football americano statunitense che gioca nel ruolo di nose tackle per i Washington Redskins della National Football League (NFL). Fu scelto nel corso del settimo giro (253º assoluto) del Draft NFL 2011 dai Redskins. Al college ha giocato a football alla West Virginia University.

## Carriera professionistica

### Washington Redskins
Campbell fu scelto dai Washington Redskins nel corso del settimo giro del Draft 2011. Debuttò come professionista nella settimana 1 contro i New York Giants dove mise a segno 1,5 sack su Eli Manning. Nella sua stagione da rookie disputò tutte le 16 partite con 10 tackle e 2 sack. Il 13 agosto 2012 si ruppe il legamento crociato anteriore durante un allenamento e fu costretto a saltare l'intera annata 2012.

## Vittorie e premi
Nessuno

## Statistiche
| Partite totali      | 16  |
| Partite da titolare | 0   |
| Tackle              | 10  |
| Sack                | 2,0 |
| Intercetti          | 0   |

Statistiche aggiornate alla stagione 2012